# Alseodaphne nigrescens
Alseodaphne nigrescens là loài thực vật có hoa trong họ Nguyệt quế. Loài này được (Gamble) Kosterm. miêu tả khoa học đầu tiên năm 1973.